# Saúl Villalobos
Saúl Villalobos Gutiérrez (26 de junio de 1991) es un futbolista mexicano que se desempeña como interior, extremo o lateral izquierdo.

## Trayectoria
Saúl empezó jugando en las categorías inferiores del Atlas en 2006. Debutó en Atlas el 4 de noviembre de 2009 ante Puebla FC quedando derrotados con un marcador de 1-0.

## Selección nacional

### Sub-20
Villalobos jugó con la selección sub-20, en la cual participó en el Mundial Sub-20 en Colombia, en el cual quedaron en tercer lugar.

## Clubes
| Club                 | País     | Año       |
| -------------------- | -------- | --------- |
| Atlas de Guadalajara | México   | 2009-2012 |
| Club León            | México   | 2012      |
| Tecos de la UAG      | México   | 2013      |
| Atlas de Guadalajara | México   | 2013      |
| Club Puebla          | México   | 2014-2015 |
| Club Guadalajara     | México   | 2015-2016 |
| Venados CF           | México   | 2016      |
| CF Salmantino UDS    | España   | 2017-2018 |
| Salamanca CF         | España   | 2018-2019 |
| Jaguares de Córdoba  | Colombia | 2020-2021 |